# Paragomphus genei
Espèce
Statut de conservation UICN

 LC  : Préoccupation mineure
Le gomphe de Géné (Paragomphus genei) est une espèce d'insectes de la famille des Gomphidae appartenant au sous-ordre des Anisoptera dans l'ordre des Odonates. Elle a été décrite en 1841 par l'entomologiste belge Edmond de Sélys Longchamps.
Comme tous les odonates, l'adulte est un prédateur et la naïade (larve) est également prédatrice et se nourrit d'invertébrés aquatiques. En Afrique du Nord, c'est une espèce multivoltine et on peut l'observer en continu pendant l'année. Le développement larvaire est court et la larve réalise son développement en près de 2 mois.

## Description

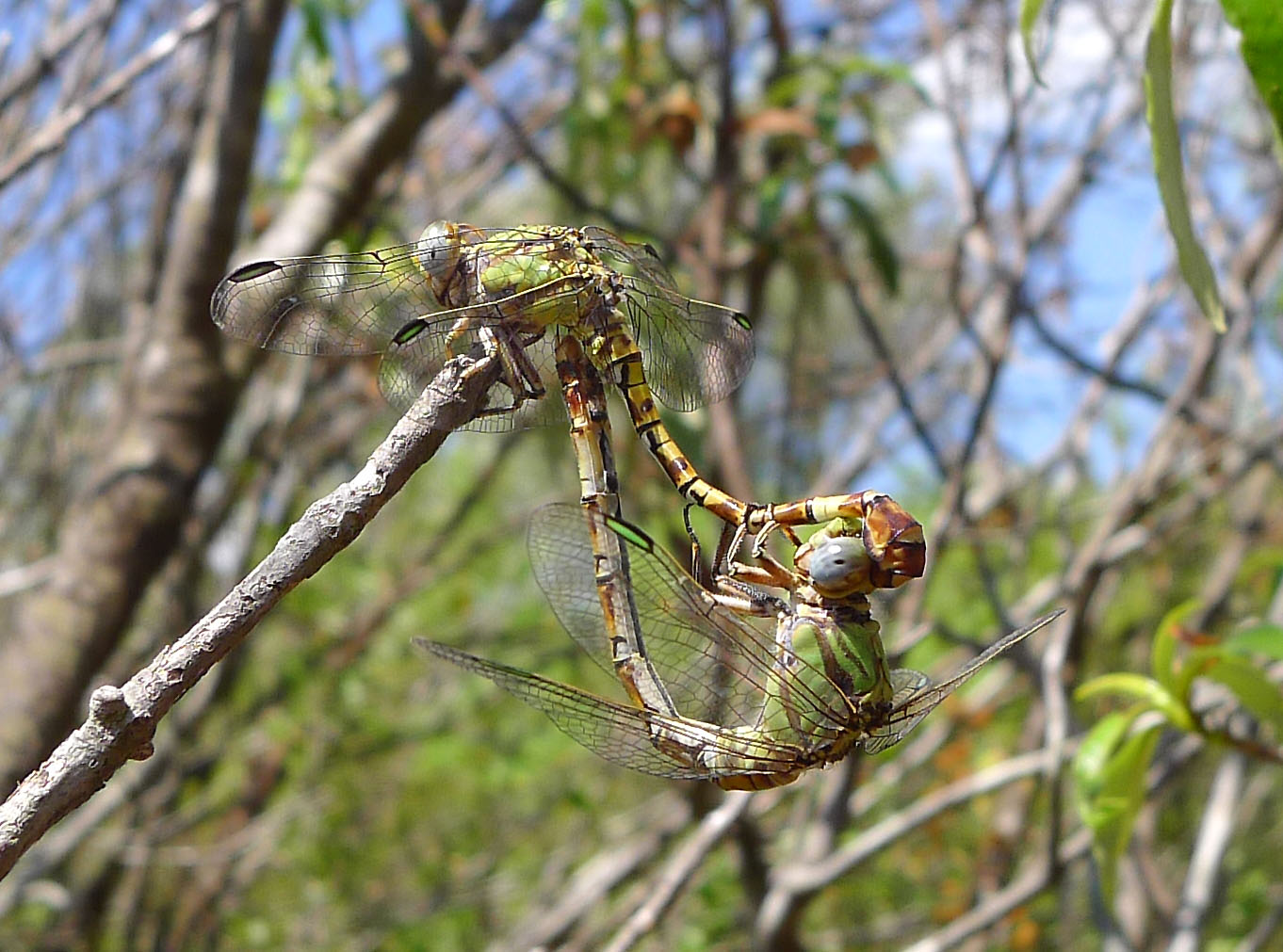
Accouplement chez Paragomphus genei.

La face est d'un vert pâle lumineux avec les sutures brunes. Le vertex est brun verdâtre foncé. Les yeux sont d'un dégradé vert à gris bleu. Le thorax est vert clair avec quelques rayures brunes. Les ailes sont transparentes. Sur l'abdomen, les segments ont une coloration vert jaunâtre avec des motifs bruns et noirs. Les huitième et neuvième segments sont plus larges et forment une sorte de protubérance. Les cerques du mâle sont jaunes et en vue latérale, ont une forme de crochet. La femelle est similaire au mâle.

## Répartition
Paragomphus genei est mentionné en Algérie, Botswana, Cameroun, République centrafricaine, République démocratique du Congo, Côte d'Ivoire, Égypte, Éthiopie, Ghana, Guinée, Kenya, Liberia, Malawi, Maroc, Mozambique, Namibie, Nigeria, Sierra Leone, Somalie, Afrique du Sud, Soudan, Tanzanie, Togo, Ouganda, Zambie, Zimbabwe et possiblement au Burundi. Il se retrouve également dans le sud de la péninsule Ibérique en Europe.

## Habitat
Ce gomphe se reproduit dans les ruisseaux, les rivières et les étangs, ainsi que dans les réservoirs artificiels destinés à abreuver le bétail dans le sud-ouest de l'Europe. Ces abreuvoirs ont contribué à élargir son aire de distribution. On le retrouve également dans les lacs naturels et artificiels en Europe du Sud et les étangs temporaires.

## Galerie

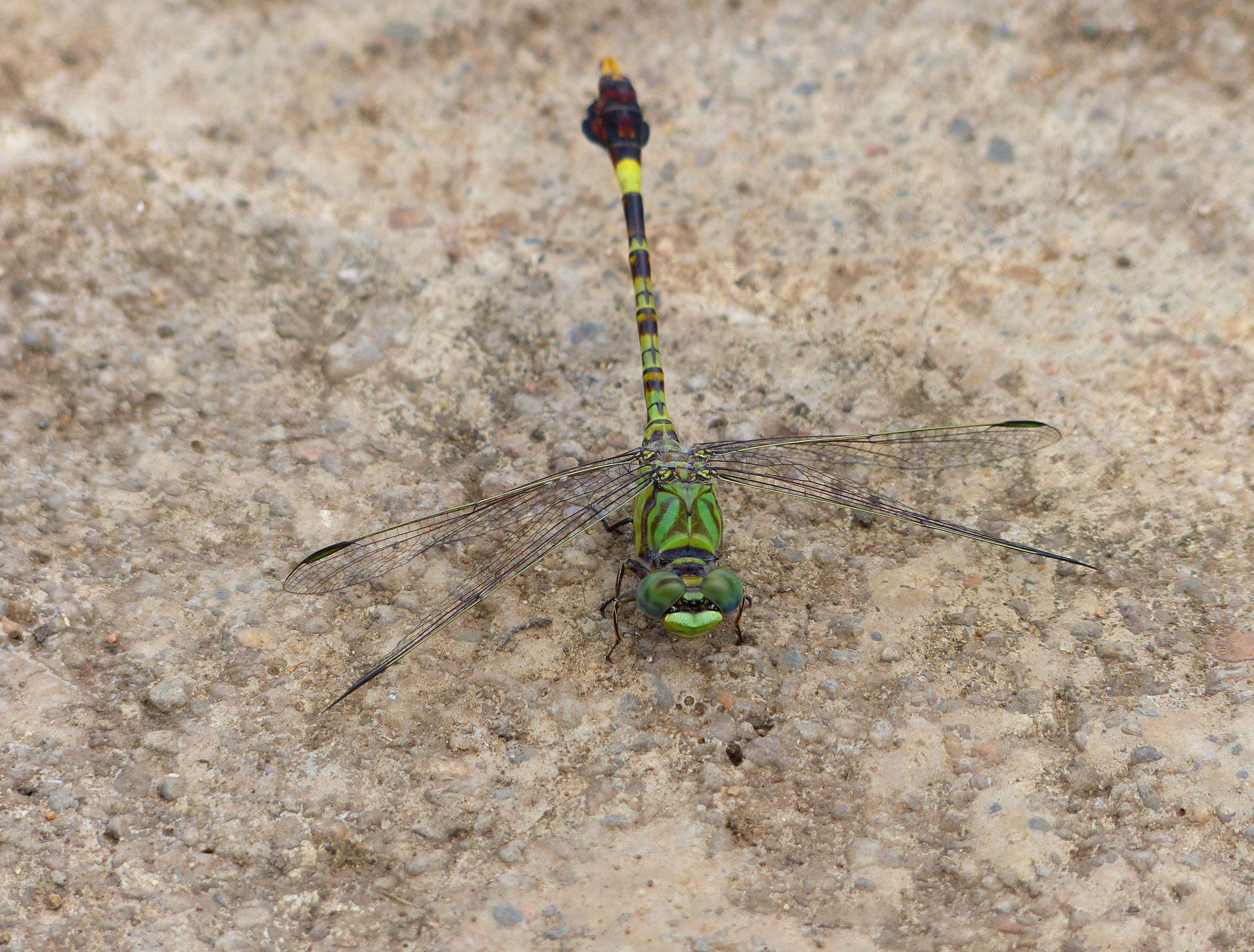
Paragomphus genei ♂ (Parc national Kruger, Afrique du Sud)
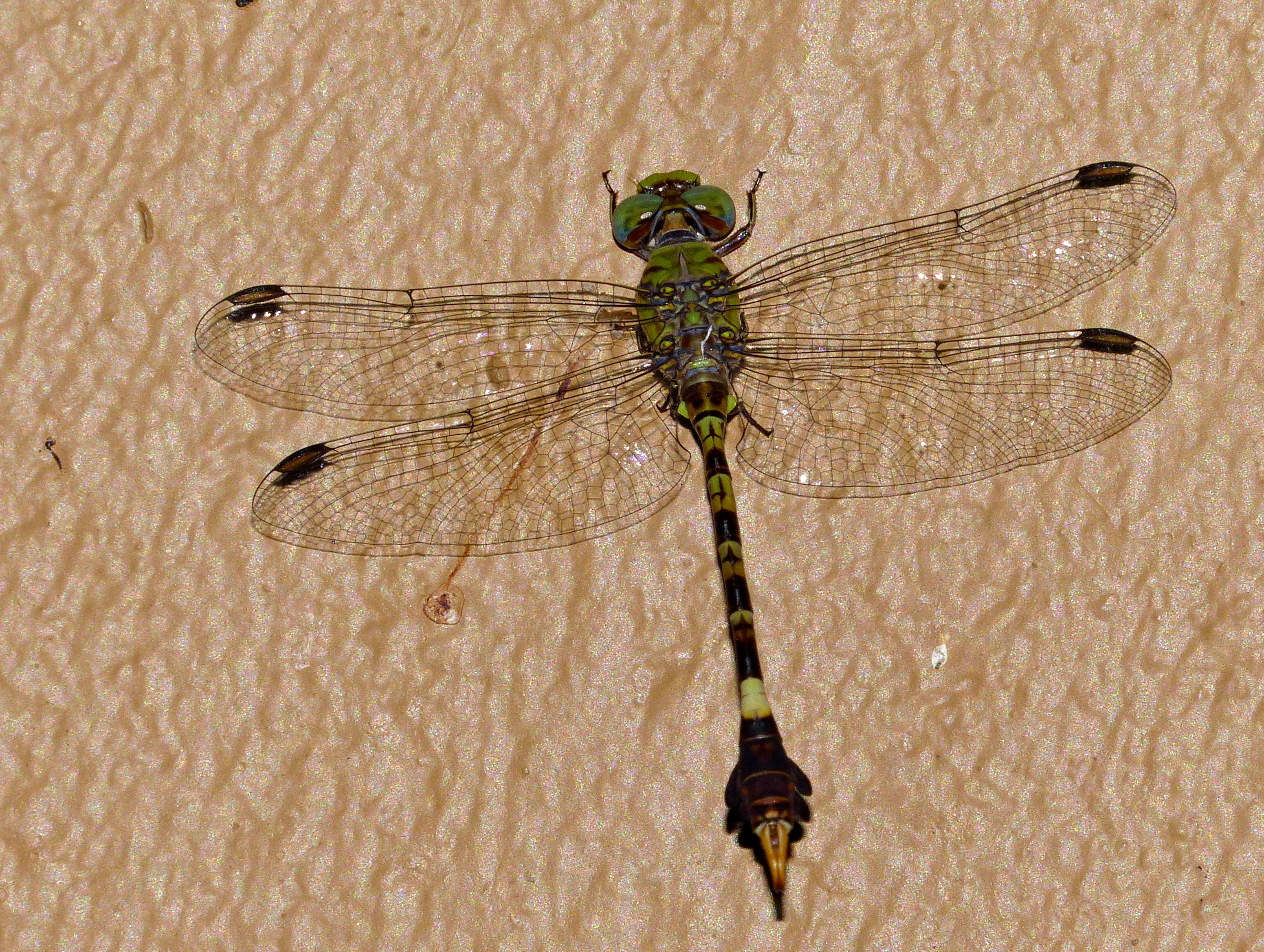
Paragomphus genei ♂ (Parc national Kruger, Afrique du Sud)